# Szilágyi Katalin (színművész)
Szilágyi Katalin (Budapest, 1982. február 24. –) magyar színésznő.

## Életpályája
A szentesi Horváth Mihály Gimnáziumban érettségizett. 2003–2007 között a Színház- és Filmművészeti Egyetem hallgatója volt. Diplomaszerzése utána a HOPPart társulatában játszott. Később szabadúszó lett, többször szerepelt a József Attila Színházban és a tatabányai Jászai Mari Színházban.

## Fontosabb színházi szerepei
- Dennis Martin: A pápanő (Marioza, Gudrun) – 2018/2019
- Móricz Zsigmond – Kocsák Tibor – Miklós Tibor: Légy jó mindhalálig (Török Ilonka kisasszony) – 2017/2018
- Spiró György: Árpádház (Apát, Ilona, Pócs) – 2015/2016
- Friedrich Dürrenmatt: A nagy Romulus (Pyramus) – 2015/2016
- Markó Róbert – Tengely Gábor: A csúnya kacsa (Mari, csúnya kacsa anyja, GYES-en , Mari, csúnya kacsa anyja, GYES-en ) – 2015/2016
- Anton Pavlovics Csehov: Három nővér (Olga , Olga ) – 2014/2015
- Pilinszky János: „Urbi et Orbi" a testi szenvedésről (Fehér pápa, Fehér pápa) – 2013/2014
- Kárpáti Péter: Hungari (Szereplő, Szereplő) – 2013/2014
- Vinnai András: Furnitur (Nő, Nő) – 2013/2014
- Counted silence – Leszámolt csend (Szereplő) – 2013/2014
- Kottavető, avagy fejjel a hangfalnak (Szereplő, Szereplő) – 2012/2013
- Blue Hotel (Szereplő, Szereplő) – 2012/2013
- Visky András: Ha lesz egy férfinak... (Anya) – 2012/2013
- Tankred Dorst: Merlin, avagy Isten, Haza, Család (Szereplő, Szereplő, Szereplő) – 2012/2013
- Békeffi István – Szenes Iván – Fényes Szabolcs: Szerencsés flótás (Blanka, Blanka, Blanka) – 2011/2012
- Kárpáti Péter – Jánossy Lajos: Hajrá Háry! (Igyálisz Katalin, Igyálisz Katalin) – 2011/2012
- William Shakespeare: Ahogy tetszik (Célia, Frigyes herceg lánya (átöltözve: Aliéna), Célia, Frigyes herceg lánya (átöltözve: Aliéna), Célia, Frigyes herceg lánya (átöltözve: Aliéna), Célia, Frigyes herceg lánya (átöltözve: Aliéna)) – 2011/2012
- Pavel Szolovjov: Kuznyecki esőzések (Natasa) – 2010/2011
- SZERET...LEK (Szereplő, Szereplő, Szereplő) – 2010/2011
- Korijolánus (Szereplő) – 2010/2011
- Háló nélkül (Szereplő) – 2009/2010
- Lionel Bart: Oliver (Nancy) – 2009/2010
- Bertolt Brecht: Kaukázusi krétakör – Tatabánya (Inas, Szulika, Parasztasszony) – 2009/2010
- Kárpáti Péter: Szörprájzparti (Szereplő) – 2008/2009
- Lőrinczy Attila: Celestina avagy Calisto és Melibea tragikomédiája (Areusa, fiatal parasztlány, prostituált-jelölt) – 2008/2009
- Bergendy István – Csukás István: Lúdas Matyi (Galiba) – 2008/2009
- Tovább is van... (Luza, Friedrich, Liza) – 2007/2008
- Baráthy György: Szemfényvesztés (Petronella) – 2006/2007

## Filmes és televíziós szerepei
- Furnitur (2013)
- A Király (2023)